# Hetereleotris bipunctata
Hetereleotris bipunctata és una espècie de peix de la família dels gòbids i de l'ordre dels cipriniformes que es troba al Golf d'Aden.